# 车敏洙
车敏洙（韓語：차민수，1951年1月15日—），韩国裔美国职业扑克选手，同时也是韩国棋院职业围棋六段。
车敏洙出生于汉城，早年师从李原植学习围棋，于1974年入段，成为职业棋手，同年即杀入霸王战决赛，但败于当时的棋坛霸主金寅。由于服兵役，车敏洙中断了围棋生涯，后被其母亲送往美国。在美国期间，他系统地学习了扑克理论，成为拉斯维加斯著名的扑克赌手。
在美国站稳脚跟后，车敏洙开始致力于推广围棋，为此，他被韩国棋院授予四段证书。在第二届富士通杯中，车敏洙代表北美出赛，接连战胜山城宏和大平修三两位九段打入八强，在四分之一决赛中，他在拥有巨大优势的情况下，终盘时突然出错负于好友曹薰铉九段，当时甚至有人怀疑其故意放水。次年，他在击败超一流棋手赵治勋九段后，再一次打入富士通杯八强。
车出版有自传《All In》，其传奇故事还被拍成为电视剧《All In 真愛宣言》。